# Giorgio Ricca
Giorgio Ricca (* 27. Februar 1995 in Monselice) ist ein italienischer Tennisspieler.

## Karriere
Ricca nahm nur gelegentlich an Turnieren der ITF Junior Tour teil und erreichte in der Junioren-Rangliste seine beste Platzierung mit Rang 277.
Sein Debüt auf der Profitour gab Ricca im Jahr 2012. Zunächst spielte er hauptsächlich auf der drittklassigen ITF Future Tour. Im Jahr 2015 sicherte er sich seine ersten Punkte für die Weltrangliste im Einzel, und 2016 erreichte er erstmals das Halbfinale eines Future-Turniers, was ihm den Einstieg in die Top 1000 der Weltrangliste ermöglichte. Seine beste Phase im Einzel erlebte Ricca 2019, als er einmal das Finale eines Future-Turniers erreichte und zweimal das Halbfinale. Dadurch verbesserte sich seine Platzierung auf Rang 633, sein Karrierehoch im Einzel.
Im Laufe der Zeit verlagerte Ricca seinen Fokus auf das Doppel. 2018 gewann er seinen ersten Doppeltitel auf der ITF Future Tour und kletterte in der Rangliste auf Platz 740. In den darauffolgenden Jahren steigerte er seine Leistungen weiter: 2021 folgte sein zweiter Titel, 2022 kamen zwei weitere Turniersiege hinzu, und 2023 gewann er insgesamt sieben Future-Titel. Auf der höher dotierten ATP Challenger Tour konnte sich Ricca zunächst nicht etablieren. Erst 2024 erzielte er nennenswerte Erfolge, als er neben drei weiteren Future-Titeln erstmals das Halbfinale eines Challenger-Turniers erreichte. Dies gelang ihm in San Marino und Todi. Sein neues Karrierehoch mit Platz 178 erreichte er anschließend. Den bislang einzigen Auftritt auf der ATP Tour hatte Ricca beim Masters-Turnier in Rom im Mai 2024, wo er gemeinsam mit Jacopo Bilardo eine Wildcard für das Doppel erhielt. Das Duo unterlag jedoch in der ersten Runde den Belgiern Sander Gillé und Joran Vliegen.